# When You Told Me You Loved Me
«When You Told Me You Loved Me» —en español: «Cuando Me Dijiste Que Me Amabas» — es una canción interpretada por la cantante estadounidense Jessica Simpson, perteneciente al segundo álbum de estudio Irresistible. La canción fue escrita por Walter Afanasieff & Billy Mann y producida por Walter Afanasieff. Se trata de una balada pop, que contiene elementos de R&B, y pop urbano. Líricamente, la canción es acerca de una falsa promesa de amor de un chico hacia Jessica.
La canción fue recibida con elogios de la crítica, en argumento que complementan las letras y la naturaleza de la «diversión» de la canción. Se convirtió en el segundo sencillo promocional del álbum. En 2011, "When You Told Me You Loved Me", alcanzó el puesto número 192 en South Korean Download Chart.

## Composición
«When You Told Me You Loved Me» fue escrito por Walter Afanasieff & Billy Mann y producido por Walter Afanasieff. Afanasieff también trabajó con Jessica en el tema «To Fall in Love Again» este también incluido en el álbum «Irresistible». La canción es una balada sobre el amor, esta vez utilizando una guitarra española, contiene elementos de R&B, y pop urbano. Líricamente, la canción es acerca de una falsa promesa de amor de un chico hacia Jessica.
«When You Told Me You Loved Me» es un Over-the-top que muestra la acrobacias vocales de Simpson,las cuales recuerdan las actuaciones cristalinas que ayudaron a Carey en el ascenso a la fama hace una década.

## Canciones
- Digital download.

1. «When You Told Me You Loved Me» - 3:48

## Créditos
Personas
| *Escritores;– Walter Afanasieff & Billy Mann - Producción;– Walter Afanasieff |

## Posicionamiento
En 2011, "When You Told Me You Loved Me", alcanzó el puesto número 192 en South Korean Download Chart.
| Listas (2011)               | Posición |
| --------------------------- | -------- |
| South Korean Download Chart | 192      |